# Індігірлаг
Індігірський ВТТ Дальбуду (Індігірлаг) — табірний підрозділ, що діяв в структурі Дальбуду.

## Історія
Індігірлаг організований 20 вересня 1949. Управління Індігірлага розміщувалося в селищі Усть-Нера, Якутська АРСР. В оперативному командуванні воно підпорядковувалося спочатку Головному управлінню виправно-трудових таборів Дальбуд, а пізніше Управлінню північно-східних виправно-трудових таборів Міністерства Юстиції СРСР (УСВИТЛ МЮ) (пізніше УСВИТЛ переданий в систему Міністерства Внутрішніх Справ). У 1957 році Індігірлаг увійшов в структуру Управління виправно-трудових колоній Міністерства внутрішніх справ Якутської АРСР.
Максимальна одноразова кількість ув'язнених досягало 13850 чоловік.
Індігірлаг закритий 19 липня 1958.

## Виконувані роботи
- робота на копальнях «Маршальський», «Ольчан», ім. Покришкіна, «Балаганах», «Панфіловський»,
- видобуток золота на копальнях «Кокарин», «Ювілейний», «Розвідник», «Партизан»,
- розвідка і видобуток (у тому числі підземний) вольфрамової руди на Аляскитовому родовищі,
- буд-во ремонтних майстерень, нерської електростанції, Аляскитового гірничорудного комбінату, ЛЕП Ольчан-Новопанфіловський, ЛЕП-35 Нера-Покришкін-Богатир,
- робота в радгоспі «Балаганах»